# Danny Green
Daniel Richard Green jr., detto Danny (North Babylon, 22 giugno 1987), è un ex cestista statunitense, professionista nella NBA. È l'unico cestista nella storia assieme a LeBron James, Robert Horry e John Salley ad aver vinto il campionato NBA con tre squadre diverse.

## Biografia
È cugino dei fratelli Garlon e Gerald Green.

## Vita privata
Nel 2018 Harrison Sanford, commentatore sportivo e amico di lunga data di Green, ha lanciato un podcast intitolato Inside the Green Room. Mentre intendevano iniziare con un lancio graduale nell'estate del 2018, Green è stato scambiato con i Toronto Raptors, poco prima di registrare quello che doveva essere l'episodio pilota: i due hanno quindi deciso di lanciare direttamente il primo episodio, in cui venne discussa della trade che aveva coinvolto Danny e Kawhi Leonard. Il podcast ha ottenuto la sponsorizzazione di Yahoo Sports Canada. Gli episodi hanno visto protagonisti giocatori e allenatori dei Toronto Raptors, nonché giocatori di altre squadre e anche giornalisti sportivi. Green ha manifestato interesse nel condurre trasmissioni sportive dopo la fine della sua carriera da giocatore.

## Caratteristiche tecniche
Gioca da guardia, durante la sua carriera ha dimostrato di avere grandi doti difensive oltre ad essere un ottimo tiratore da 3 punti.

## Carriera
Green, dopo aver frequentato l'Università della Carolina del Nord, si rende eleggibile per il draft NBA 2008. Successivamente però cambia idea e torna nei Tar Heels (non avendo scelto un agente, ha ancora i requisiti regolamentari per tornare al college). L'anno successivo si rende eleggibile per il Draft.

### Cleveland Cavaliers (2009-2010)
Viene scelto in 46ª posizione al Draft NBA 2009 dai Cleveland Cavaliers. A Cleveland gioca poco (20 partite) e viene tagliato prima dell'inizio della stagione 2010-11 il 19 ottobre.

### San Antonio Spurs (2010)
Il 17 novembre 2010 passa ai San Antonio Spurs, ma nel dicembre 2010 viene tagliato dopo aver disputato 2 partite con gli speroni.

### Mancato arrivo a Teramo e Reno Bighorns (2010-2011)
Nel dicembre 2010, poco dopo essere stato tagliato dagli Spurs trova l'accordo per trasferirsi a Teramo, ma tutto salta per motivi burocratici. Nel gennaio 2011 va a giocare in D-League nei Reno Bighorns. Con i Bighorns disputa 16 partite, mettendo a segno 322 punti.

### Ritorno ai San Antonio Spurs (2011-2018)
Nel marzo 2011 Green torna ai San Antonio Spurs. Il 3 Aprile dello stesso anno viene assegnato agli Austin Toros per poi essere richiamato dagli speroni il giorno successivo. Gioca anche 4 delle 6 partite di play-off con degli Spurs, che escono al primo turno contro i Memphis Grizzlies.
Nell'agosto del 2011 firma un contratto di un anno con Olimpija Lubiana, squadra militante nel massimo campionato sloveno ed in EuroLeague, che include una clausola riguardante la fine del lockout NBA. Alla fine di questo torna ai San Antonio Spurs, dove, anche grazie ai ripetuti infortuni di Manu Ginóbili, entra a far parte del quintetto base di Gregg Popovich.

#### Finals 2013
Dopo essere stato titolare per tutta la stagione e tutti i play-off, nelle Finals 2013 avviene la definitiva consacrazione per Green: contro i Miami Heat stabilisce il nuovo record di tiri da tre realizzati in una serie finale NBA (27), battendo così il precedente record di Ray Allen (22 nelle Finals 2008 contro i Los Angeles Lakers). Tuttavia gli Spurs perderanno la serie 4-3, e fu determinante per la vittoria degli Heat un tiro da 3 proprio di Ray Allen a pochissimi secondi dalla fine del quarto quarto in gara-6, che ha fatto vincere la partita alla franchigia della Florida per 103-100, mettendo la serie in parità (3-3). Il suo record di tiri da 3 verrà battuto da Stephen Curry nel 2016 (che ne mise a segno 28, ovvero uno in più di Green nel 2013).
L'anno successivo le sue capacità dall'arco si rivelano importantissime alle NBA Finals per gli speroni che si prenderanno la loro rivincita sugli Heat battendoli 4-1. Danny vince il suo primo anello, diventando così il terzo giocatore nella storia prodotto dell'Università della Carolina Del Nord ad aver vinto sia il titolo NCAA (con i Tar Heels) che quello NBA, dopo James Worthy e Michael Jordan.

#### 2015-2018: anni alterni
Negli anni successivi alla vittoria dell'anello Green ha avuto un rendimento altalenante, anche a causa di problemi agli occhi che hanno condizionato il suo rendimento ai playoffs 2016. Il 28 dicembre 2017 ha segnato la sua tripla n°900 in carriera contro i New York Knicks.

### Toronto Raptors
Il 18 luglio 2018 Green viene scambiato insieme a Kawhi Leonard e 5 milioni di dollari, in cambio di DeMar DeRozan, Jakob Pöltl ed una scelta protetta del draft 2019, diventando così un giocatore dei Toronto Raptors. Il 10 novembre 2018, in una partita vinta 128-112 contro i New York Knicks, Green segna la sua millesima tripla in carriera. Il 19 gennaio 2019 segna sia il suo season-high in punti (24, superato poi dai 29 contro gli Orlando Magic il 1º aprile) sia un record di franchigia: 7 triple messe a referto in un solo quarto, il terzo, che contribuiscono alla vittoria contro i Memphis Grizzlies per 119-90; alla fine del match se ne contano 8, carreer-high per lui. Green è stato un pezzo importante della squadra, che ha vinto il titolo NBA 2019 in sei gare contro i Golden State Warriors, secondo in assoluto per lui dopo quello vinto, sempre insieme a Kawhi Leonard, nel 2014 con i San Antonio Spurs.

### Los Angeles Lakers
Il 6 luglio 2019 si accasa ai Los Angeles Lakers con un contratto di 2 anni a 30 milioni.
Debutta con la casacca giallo-viola il 22 ottobre 2019, esordendo con 28 punti (battendo il record di franchigia per un esordiente detenuto da Kareem Abdul-Jabbar) in 32 minuti, nella sconfitta contro i Los Angeles Clippers per 112-102.
Green ha aiutato i Lakers a concludere la stagione in prima posizione nella Western Conference nella stagione ridotta a causa della pandemia COVID-19 che ha sospeso la stagione per quattro mesi. Nei playoff i Lakers hanno sconfitto i Portland Trail Blazers, Houston Rockets e Denver Nuggets, ciascuno in cinque partite, per poi raggiungere le finali NBA del 2020, dove hanno sconfitto i Miami Heat 4–2 per vincere il campionato NBA del 2020. Green e il compagno di squadra LeBron James sono diventati il terzo e il quarto giocatore nella storia del campionato a vincere tre campionati con tre squadre diverse, unendosi a John Salley e Robert Horry.

### Philadelphia 76ers
Nella stagione 2020/2021 Danny Green viene scambiato agli Oklahoma City Thunder, ma senza nemmeno giocare per la franchigia, viene scambiato ai 76ers in una trade che coinvolge Al Horford, Terrance Ferguson, la scelta 34 del draft 2020 e una scelta al primo giro del draft 2025.

## Statistiche
| † | Denota una stagione in cui ha vinto il titolo |

### NCAA
| Anno       | Squadra             | PG  | PT | MP   | TC%  | 3P%  | TL%  | RP  | AP  | PRP | SP  | PP   |
| ---------- | ------------------- | --- | -- | ---- | ---- | ---- | ---- | --- | --- | --- | --- | ---- |
| 2005-2006  | N. Carol. Tar Heels | 31  | 0  | 15,3 | 43,3 | 35,5 | 79,2 | 4,1 | 1,1 | 0,7 | 1,0 | 7,5  |
| 2006-2007  | N. Carol. Tar Heels | 37  | 0  | 13,6 | 41,1 | 29,6 | 84,8 | 2,8 | 1,1 | 0,7 | 0,7 | 5,2  |
| 2007-2008  | N. Carol. Tar Heels | 39  | 1  | 22,3 | 46,9 | 37,3 | 87,3 | 5,0 | 2,0 | 1,2 | 1,2 | 11,5 |
| 2008-2009† | N. Carol. Tar Heels | 38  | 38 | 27,4 | 46,9 | 41,4 | 85,2 | 4,7 | 2,8 | 1,8 | 1,4 | 13,0 |
| Carriera   | Carriera            | 145 | 39 | 19,9 | 45,5 | 37,3 | 84,5 | 4,2 | 1,8 | 1,1 | 1,1 | 9,4  |

#### Massimi in carriera
- Massimo di punti: 26 vs Chaminade (8 marzo 2009)[18]
- Massimo di rimbalzi: 14 vs North Carolina State (12 gennaio 2008)
- Massimo di assist: 7 (3 volte)
- Massimo di palle rubate: 6 vs Florida State (28 gennaio 2009)
- Massimo di stoppate: 7 vs Duke (8 marzo 2008)
- Massimo di minuti giocati: 34 vs Duke (8 marzo 2009)

### NBA

#### Regular Season
| Anno       | Squadra             | PG  | PT  | MP   | TC%  | 3P%  | TL%  | RP  | AP  | PRP | SP  | PP   |
| ---------- | ------------------- | --- | --- | ---- | ---- | ---- | ---- | --- | --- | --- | --- | ---- |
| 2009-2010  | Cleveland Cavaliers | 20  | 0   | 5,8  | 38,5 | 27,3 | 66,7 | 0,9 | 0,3 | 0,3 | 0,2 | 2,0  |
| 2010-2011  | San Antonio Spurs   | 8   | 0   | 11,5 | 48,6 | 36,8 | -    | 1,9 | 0,3 | 0,3 | 0,1 | 5,1  |
| 2011-2012  | San Antonio Spurs   | 66  | 38  | 23,1 | 44,2 | 43,6 | 79,0 | 3,5 | 1,3 | 0,9 | 0,7 | 9,1  |
| 2012-2013  | San Antonio Spurs   | 80  | 80  | 27,5 | 44,8 | 42,9 | 84,9 | 3,0 | 1,8 | 1,2 | 0,7 | 10,5 |
| 2013-2014† | San Antonio Spurs   | 68  | 59  | 24,3 | 43,2 | 41,5 | 79,4 | 3,4 | 1,5 | 1,0 | 0,9 | 9,1  |
| 2014-2015  | San Antonio Spurs   | 81  | 80  | 28,5 | 43,6 | 41,8 | 87,4 | 4,2 | 2,0 | 1,2 | 1,1 | 11,7 |
| 2015-2016  | San Antonio Spurs   | 79  | 79  | 28,1 | 37,6 | 33,2 | 73,9 | 3,8 | 1,8 | 1,0 | 0,8 | 7,2  |
| 2016-2017  | San Antonio Spurs   | 68  | 68  | 26,6 | 39,2 | 37,9 | 84,4 | 3,3 | 1,8 | 1,0 | 0,9 | 7,3  |
| 2017-2018  | San Antonio Spurs   | 70  | 60  | 25,6 | 38,7 | 36,3 | 76,9 | 3,6 | 1,6 | 0,9 | 1,1 | 8,6  |
| 2018-2019† | Toronto Raptors     | 80  | 80  | 27,7 | 46,5 | 45,5 | 84,1 | 4,0 | 1,6 | 0,9 | 0,7 | 10,3 |
| 2019-2020† | L.A. Lakers         | 68  | 68  | 24,8 | 41,6 | 36,7 | 68,8 | 3,3 | 1,3 | 1,3 | 0,5 | 8,0  |
| 2020-2021  | Philadelphia 76ers  | 69  | 69  | 28,0 | 41,2 | 40,5 | 77,5 | 3,8 | 1,7 | 1,3 | 0,8 | 9,5  |
| 2021-2022  | Philadelphia 76ers  | 62  | 28  | 21,8 | 39,4 | 38,0 | 78,6 | 2,5 | 1,0 | 1,0 | 0,6 | 5,9  |
| 2022-2023  | Memphis Grizzlies   | 3   | 0   | 14,5 | 27,3 | 37,5 | -    | 1,3 | 0,7 | 0,3 | 0,0 | 3,0  |
| 2022-2023  | Cleveland Cavaliers | 8   | 0   | 11,9 | 50,0 | 44,8 | 100  | 1,3 | 0,5 | 0,6 | 0,4 | 6,5  |
| Carriera   | Carriera            | 830 | 709 | 25,2 | 42,1 | 40,0 | 80,5 | 3,4 | 1,5 | 1,0 | 0,8 | 8,7  |

#### Play-off
| Anno     | Squadra             | PG  | PT  | MP   | TC%  | 3P%  | TL%  | RP  | AP  | PRP | SP  | PP   |
| -------- | ------------------- | --- | --- | ---- | ---- | ---- | ---- | --- | --- | --- | --- | ---- |
| 2011     | San Antonio Spurs   | 4   | 0   | 1,8  | 33,3 | 25,0 | -    | 0,3 | 0,5 | 0,3 | 0,3 | 1,3  |
| 2012     | San Antonio Spurs   | 14  | 12  | 20,6 | 41,8 | 34,5 | 70,0 | 3,2 | 1,1 | 0,5 | 0,7 | 7,4  |
| 2013     | San Antonio Spurs   | 21  | 21  | 31,9 | 44,6 | 48,2 | 80,0 | 4,1 | 1,5 | 1,0 | 1,1 | 11,1 |
| 2014†    | San Antonio Spurs   | 23  | 23  | 23,0 | 49,1 | 47,5 | 81,8 | 3,0 | 0,9 | 1,4 | 0,7 | 9,3  |
| 2015     | San Antonio Spurs   | 7   | 7   | 29,1 | 34,4 | 30,0 | 66,7 | 3,1 | 2,1 | 1,0 | 1,0 | 8,3  |
| 2016     | San Antonio Spurs   | 10  | 10  | 26,7 | 46,2 | 50,0 | 66,7 | 3,1 | 0,7 | 2,1 | 0,8 | 8,6  |
| 2017     | San Antonio Spurs   | 16  | 16  | 27,3 | 40,5 | 34,2 | 57,1 | 3,6 | 1,4 | 0,6 | 0,9 | 7,8  |
| 2018     | San Antonio Spurs   | 5   | 5   | 20,6 | 26,7 | 25,0 | -    | 2,2 | 0,2 | 0,2 | 0,8 | 4,2  |
| 2019†    | Toronto Raptors     | 24  | 24  | 28,5 | 34,2 | 32,8 | 91,3 | 3,6 | 1,1 | 1,3 | 0,5 | 6,9  |
| 2020†    | L.A. Lakers         | 21  | 21  | 25,0 | 34,7 | 33,9 | 66,7 | 3,1 | 1,2 | 1,0 | 0,8 | 8,0  |
| 2021     | Philadelphia 76ers  | 8   | 8   | 24,9 | 43,8 | 37,8 | -    | 2,6 | 2,6 | 1,1 | 1,0 | 7,0  |
| 2022     | Philadelphia 76ers  | 12  | 12  | 26,6 | 40,5 | 38,9 | 0,0  | 3,1 | 0,8 | 1,0 | 0,3 | 8,6  |
| 2023     | Cleveland Cavaliers | 4   | 0   | 10,0 | 20,0 | 25,0 | -    | 1,8 | 0,3 | 0,5 | 0,3 | 0,8  |
| Carriera | Carriera            | 169 | 159 | 25,3 | 40,4 | 38,8 | 74,5 | 3,2 | 1,2 | 1,0 | 0,8 | 7,9  |

#### Massimi in carriera
- Massimo di punti: 33 vs Phoenix Suns (11 aprile 2014)[19]
- Massimo di rimbalzi: 12 (2 volte)
- Massimo di assist: 8 vs Atlanta Hawks (8 giugno 2021)
- Massimo di palle rubate: 5 (7 volte)
- Massimo di stoppate: 6 vs New Orleans Pelicans (15 marzo 2018)
- Massimo di minuti giocati: 52 vs Memphis Grizzlies (17 dicembre 2014)

## Palmarès

### Squadra
- Campionato NBA: 3

San Antonio Spurs: 2014
Toronto Raptors: 2019
Los Angeles Lakers: 2020
- Titoli NCAA: 1

North Carolina Tar Heels: 2009
- McDonald's All-American Game: 2005

### Individuale
- Squadre All-Defensive:

Second Team: 2017